# Save the Clam
Save the Clam («Спасти Устрицу») — девятнадцатая серия одиннадцатого сезона мультсериала «Гриффины». Премьерный показ состоялся 5 мая 2013 года на канале FOX.

## Сюжет
Питер, Гленн, Джо, доктор Хартман, Хорэс и другие представляют бар "Пьяная Устрица" на игре в бейсбол, против них играет команда аптеки Голдмана под руководством Морта. Оказывается, он смог привлечь в свою команду Джерома, который отлично играет в бейсбол. Команда Гриффина немного отчаивается, понимая, что Джером - сильный соперник, тем не менее, они играют на равных. Получается так, что Джером отбивает мяч прямо в голову Хорэсу, он погибает.
На похоронах друзья, всегда посещавшие бар Хорэса, говорят слова об огромной потере и сожалеют о случившемся. Джером приносит свои извинения, парни понимают, что Джером сделал это не нарочно. Покончив с панихидой, Питер, Джо и Куагмир отправляются в бар, но он закрыт. Адвокат говорит, что Хорэс задолжал много денег банкам, поэтому заведение закрыто. Парни не знают, куда им еще податься: поначалу они пробуют сидеть у Питера дома, попивая любимые напитки. Однако, Лоис категорически против таких посиделок.
Питер с друзьями решают пробраться внутрь бара, обнаруживая, что туда можно попасть через незакрытое окно на заднем дворе. Гриффин удивлен тем, что все спиртное на месте. Друзья выпивают, разговаривая по душам и вспоминая свои лучшие моменты жизни, проведенные в этом баре.
Тем временем, Мег во время панихиды спустилась вниз в поисках туалета. Однако, там она обнаруживает мужчину, который занимается подготовкой усопших к похоронам, переодевая их в костюм и приводя их лица в порядок при помощи румян. На удивление работника морга, Мег ничуть не боится мертвых людей, поэтому он предлагает ей поработать здесь, на что Мег с радостью соглашается. Крис высмеивает новую работу Мег, а в итоге и вовсе похищает одного из мертвых для сопровождения на фильм для взрослых, но после неудачной попытки поплавать вместе, труп распался. В этот момент сообщается, что тело этого усопшего необходимо подготовить к похоронам. У Криса не остается выхода, кроме как самому переодеться в усопшего, сыграв его роль на похоронах. Все идет удачно, но выясняется, что сам усопший еще при смерти желал, чтобы его лицо после смерти было пересажено человеку, нуждающемуся в этом. Показывается Крис без лица, сидящий рядом с Мег за столом на кухне, который говорит о своем недовольстве.
Питер, Гленн и Джо просыпаются в баре утром, слышат странные звуки. Выясняется, что суд постановил о немедленном сносе бара, но Питер предлагает стоять за "Пьяную Устрицу" до конца. Джо говорит, что он, в конце концов, - полицейский, он уходит к своим сотрудникам. Питер и Гленн очень разочарованы таким решением Джо, но не сдаются до тех пор, пока к ним не подсылают Джо в качестве уже полицейского. Питер с Гленном уже готовы сдаться, но Джо вовремя осознает, что он не может дать уничтожить его любимое место. В этот момент к бару подоспевает Джером, который говорит о том, что он выкупил этот бар и теперь является его владельцем. Джером также говорит, что это было его долгом перед Хорэсом. После открытия бара парни радостно входят внутрь, но видят, как несколько чернокожих сидят за их местом. Вместо того, чтобы попытаться с ними поговорить, они тихо садятся в углу бара рядом с мусорными баками.

## Рейтинги
- Рейтинг эпизода составил 2.2 среди возрастной группы 18-49 лет.
- Серию посмотрело порядка 4.79 миллиона человек.
- Серия стала второй по просматриваемости в ту ночь "Animation Domination" на FOX, победив по количеству просмотров новые серии "Симпсонов", "Шоу Кливленда", но проиграв "Американскому Папаше!".[1]

## Критика
- Кевин МакФарланд из A.V. Club дал эпизоду оценку B, поясняя: «...отлично показана ностальгия и защита традиций бара "Пьяная Устрица" - все это нашло отклик во мне, учитывая то, что раньше я критиковал шутки про геев, про женщин, которые мне никогда не нравились». Он также добавил: «Тем не менее, я смеялся на этой неделе гораздо больше, чем за весь этот месяц.»[2]
- Картер Дотсон из TV Fanatic дал эпизоду 3/5 звезд, говоря: «Это был довольно таки необычный эпизод, не классический, но это нестрашно. Тем не менее, если вы его (эпизод) не записали, то многого вы не пропустите, тем более, учитывая, что эпизод выйдет в повтор через неделю или около того...»[3]
- Джон Блаббер из Bubbleblabber дал эпизоду 8/10 баллов, хваля сюжетную линию смерти Хорэса, говоря: «Очень редко бывает, когда в "Гриффинах" вносят такой серьезный элемент, да еще и так, что это серьезно влияет на будущие эпизоды...»[4]